# Liste der Nummer-eins-Hits in Österreich (2012)
Dies ist eine Liste der Nummer-eins-Hits in Österreich im Jahr 2012. Sie basiert auf den Top 75 der österreichischen Charts bei den Singles und bei den Alben. 16 Singles und 34 Alben standen in diesem Jahr auf Platz 1.

## Singles
| ← 2011 ← | Liste der Nummer-eins-Hits in Österreich | Liste der Nummer-eins-Hits in Österreich | Liste der Nummer-eins-Hits in Österreich | 2013 →                    |
| \| Zeitraum \| Wo. ges. \| Interpret \| Titel Autor(en) \| Zusätzliche Informationen \| \| (Zeitraum, Wochen auf Platz eins, Interpret, Titel, Autor[en], zusätzliche Informationen) \| \| \| \| \| \| ----------------------------------------------------------------------------------------- \| -------- \| ----------------------------- \| ------------------------------------------------------------------------------------------------------------------------------------------------------------------------------------------------------------------------------------------ \| ------------------------- \| \| 2. Dezember 2011 – 12. Januar 2012 6 Wochen \| 6 \| Taio Cruz feat. Flo Rida \| Hangover Lukasz Gottwald, Henry Russell Walter, Taio Cruz \| – \| \| 13. Januar 2012 – 26. Januar 2012 2 Wochen \| 2 \| Gotye feat. Kimbra \| Somebody That I Used to Know Walter Andre E. De Backer, Luiz Bonfá \| – \| \| 27. Januar 2012 – 15. März 2012 7 Wochen (insgesamt 8) \| 8 \| Michel Teló \| Ai Se Eu Te Pego! Sharon Acioly Arcoverde, Antonio Carlos Paim Cerqueira, Amanda Grasiele Mesquita Teixeira, Aline Medeiros Da Fonseca, Karine Assis Vinagre \| – \| \| 16. März 2012 – 22. März 2012 1 Woche (insgesamt 2) \| 2 \| Sean Paul \| She Doesn’t Mind Sean Paul Henriques, Benjamin Levi, Karl Johan Schuster, Jason Nicholas Henriques \| – \| \| 23. März 2012 – 29. März 2012 1 Woche (insgesamt 8) \| 8 \| Michel Teló \| Ai Se Eu Te Pego! Sharon Acioly Arcoverde, Antonio Carlos Paim Cerqueira, Amanda Grasiele Mesquita Teixeira, Aline Medeiros Da Fonseca, Karine Assis Vinagre \| – \| \| 30. März 2012 – 5. April 2012 1 Woche (insgesamt 2) \| 2 \| Sean Paul \| She Doesn’t Mind Sean Paul Henriques, Benjamin Levi, Karl Johan Schuster, Jason Nicholas Henriques \| – \| \| 6. April 2012 – 26. April 2012 3 Wochen \| 3 \| The BossHoss \| Don’t Gimme That Sascha Vollmer, Charles Fred Bobbitt \| – \| \| 27. April 2012 – 10. Mai 2012 2 Wochen (insgesamt 3) \| 3 \| Fun feat. Janelle Monáe \| We Are Young Nathaniel Joseph Ruess, Andrew Dost, Jack Michael Antonoff, Jeffrey Bhasker \| – \| \| 11. Mai 2012 – 17. Mai 2012 1 Woche \| 1 \| Luca Hänni \| Don’t Think About Me Dieter Bohlen \| – \| \| 18. Mai 2012 – 24. Mai 2012 1 Woche (insgesamt 3) \| 3 \| Fun feat. Janelle Monáe \| We Are Young Nathaniel Joseph Ruess, Andrew Dost, Jack Michael Antonoff, Jeffrey Bhasker \| – \| \| 25. Mai 2012 – 7. Juni 2012 2 Wochen \| 2 \| Pitbull \| Back in Time Urales Vargas, Armando Christian Pérez, Marc Kinchen, Adrian Trejo, Sylvia Robinson, Ellas McDaniel, Mickey Baker \| – \| \| 8. Juni 2012 – 28. Juni 2012 3 Wochen \| 3 \| Loreen \| Euphoria Peter Lars Boström, Thomas G:son \| – \| \| 29. Juni 2012 – 2. August 2012 5 Wochen \| 5 \| Tacabro \| Tacatà Musik: Salvatore Sapienza, Mario Romano; Text: Raúl Rodríguez Martínez \| – \| \| 3. August 2012 – 16. August 2012 2 Wochen (insgesamt 3) \| 3 \| Triggerfinger \| I Follow Rivers Richard W. Nowels Jr., Björn Daniel Arne Yttling, Li Lykke Timotej Zachrisson \| – \| \| 17. August 2012 – 23. August 2012 1 Woche \| 1 \| Chris Brown \| Don’t Wake Me Up Jean Baptiste Kouame, Michael Ojike McHenry, Christopher Maurice Brown, Ryan Buendia, Nicholas Brian Marsh, Alain Gordon Whyte, William Orbit, Alessandro Benassi, Marco Benassi, Brian Kennedy, Priscilla Renea Hamilton \| – \| \| 24. August 2012 – 30. August 2012 1 Woche (insgesamt 3) \| 3 \| Triggerfinger \| I Follow Rivers Richard W. Nowels Jr., Björn Daniel Arne Yttling, Li Lykke Timotej Zachrisson \| – \| \| 31. August 2012 – 11. Oktober 2012 6 Wochen \| 6 \| Asaf Avidan & the Mojos \| One Day / Reckoning Song (Wankelmut Remix) Musik: Asaf Avidan, Hadas Kleinman, Ran Nir, Roi Peled, Jonathan Yoni Joni Sheleg, Ori Winkur; Text: Asaf Avidan \| – \| \| 12. Oktober 2012 – 1. November 2012 3 Wochen (insgesamt 4) \| 4 \| Psy \| Gangnam Style Yoo Gun-hyung, Park Jae-sang \| – \| \| 2. November 2012 – 22. November 2012 3 Wochen \| 3 \| Rihanna \| Diamonds Benjamin Levin, Sia Kate Furler, Tor Erik Hermansen, Mikkel Storleer Eriksen \| – \| \| 23. November 2012 – 29. November 2012 1 Woche (insgesamt 4) \| 4 \| Psy \| Gangnam Style Yoo Gun-hyung, Park Jae-sang \| – \| \| 30. November 2012 – 6. Dezember 2012 1 Woche (insgesamt 4) \| 4 \| Rihanna \| Diamonds Benjamin Levin, Sia Kate Furler, Tor Erik Hermansen, Mikkel Storleer Eriksen \| – \| \| 7. Dezember 2012 – 3. Januar 2013 4 Wochen \| 4 \| Alicia Keys feat. Nicki Minaj \| Girl on Fire Billy Squier, Alicia Keys, Salaam Remi, Jeffrey Bhasker, Onika Tanya Maraj \| – \| |                                          |                                          | |                           |
| ← 2011 |                                          |                                          | | → 2013 →                  |
| Zeitraum | Wo. ges.                                 | Interpret                                | Titel Autor(en) | Zusätzliche Informationen |
| (Zeitraum, Wochen auf Platz eins, Interpret, Titel, Autor[en], zusätzliche Informationen) |                                          |                                          | |                           |
| 2. Dezember 2011 – 12. Januar 2012 6 Wochen | 6                                        | Taio Cruz feat. Flo Rida                 | Hangover Lukasz Gottwald, Henry Russell Walter, Taio Cruz | –                         |
| 13. Januar 2012 – 26. Januar 2012 2 Wochen | 2                                        | Gotye feat. Kimbra                       | Somebody That I Used to Know Walter Andre E. De Backer, Luiz Bonfá | –                         |
| 27. Januar 2012 – 15. März 2012 7 Wochen (insgesamt 8) | 8                                        | Michel Teló                              | Ai Se Eu Te Pego! Sharon Acioly Arcoverde, Antonio Carlos Paim Cerqueira, Amanda Grasiele Mesquita Teixeira, Aline Medeiros Da Fonseca, Karine Assis Vinagre                                                                               | –                         |
| 16. März 2012 – 22. März 2012 1 Woche (insgesamt 2) | 2                                        | Sean Paul                                | She Doesn’t Mind Sean Paul Henriques, Benjamin Levi, Karl Johan Schuster, Jason Nicholas Henriques | –                         |
| 23. März 2012 – 29. März 2012 1 Woche (insgesamt 8) | 8                                        | Michel Teló                              | Ai Se Eu Te Pego! Sharon Acioly Arcoverde, Antonio Carlos Paim Cerqueira, Amanda Grasiele Mesquita Teixeira, Aline Medeiros Da Fonseca, Karine Assis Vinagre                                                                               | –                         |
| 30. März 2012 – 5. April 2012 1 Woche (insgesamt 2) | 2                                        | Sean Paul                                | She Doesn’t Mind Sean Paul Henriques, Benjamin Levi, Karl Johan Schuster, Jason Nicholas Henriques | –                         |
| 6. April 2012 – 26. April 2012 3 Wochen | 3                                        | The BossHoss                             | Don’t Gimme That Sascha Vollmer, Charles Fred Bobbitt | –                         |
| 27. April 2012 – 10. Mai 2012 2 Wochen (insgesamt 3) | 3                                        | Fun feat. Janelle Monáe                  | We Are Young Nathaniel Joseph Ruess, Andrew Dost, Jack Michael Antonoff, Jeffrey Bhasker | –                         |
| 11. Mai 2012 – 17. Mai 2012 1 Woche | 1                                        | Luca Hänni                               | Don’t Think About Me Dieter Bohlen | –                         |
| 18. Mai 2012 – 24. Mai 2012 1 Woche (insgesamt 3) | 3                                        | Fun feat. Janelle Monáe                  | We Are Young Nathaniel Joseph Ruess, Andrew Dost, Jack Michael Antonoff, Jeffrey Bhasker | –                         |
| 25. Mai 2012 – 7. Juni 2012 2 Wochen | 2                                        | Pitbull                                  | Back in Time Urales Vargas, Armando Christian Pérez, Marc Kinchen, Adrian Trejo, Sylvia Robinson, Ellas McDaniel, Mickey Baker | –                         |
| 8. Juni 2012 – 28. Juni 2012 3 Wochen | 3                                        | Loreen                                   | Euphoria Peter Lars Boström, Thomas G:son | –                         |
| 29. Juni 2012 – 2. August 2012 5 Wochen | 5                                        | Tacabro                                  | Tacatà Musik: Salvatore Sapienza, Mario Romano; Text: Raúl Rodríguez Martínez | –                         |
| 3. August 2012 – 16. August 2012 2 Wochen (insgesamt 3) | 3                                        | Triggerfinger                            | I Follow Rivers Richard W. Nowels Jr., Björn Daniel Arne Yttling, Li Lykke Timotej Zachrisson | –                         |
| 17. August 2012 – 23. August 2012 1 Woche | 1                                        | Chris Brown                              | Don’t Wake Me Up Jean Baptiste Kouame, Michael Ojike McHenry, Christopher Maurice Brown, Ryan Buendia, Nicholas Brian Marsh, Alain Gordon Whyte, William Orbit, Alessandro Benassi, Marco Benassi, Brian Kennedy, Priscilla Renea Hamilton | –                         |
| 24. August 2012 – 30. August 2012 1 Woche (insgesamt 3) | 3                                        | Triggerfinger                            | I Follow Rivers Richard W. Nowels Jr., Björn Daniel Arne Yttling, Li Lykke Timotej Zachrisson | –                         |
| 31. August 2012 – 11. Oktober 2012 6 Wochen | 6                                        | Asaf Avidan & the Mojos                  | One Day / Reckoning Song (Wankelmut Remix) Musik: Asaf Avidan, Hadas Kleinman, Ran Nir, Roi Peled, Jonathan Yoni Joni Sheleg, Ori Winkur; Text: Asaf Avidan                                                                                | –                         |
| 12. Oktober 2012 – 1. November 2012 3 Wochen (insgesamt 4) | 4                                        | Psy                                      | Gangnam Style Yoo Gun-hyung, Park Jae-sang | –                         |
| 2. November 2012 – 22. November 2012 3 Wochen | 3                                        | Rihanna                                  | Diamonds Benjamin Levin, Sia Kate Furler, Tor Erik Hermansen, Mikkel Storleer Eriksen | –                         |
| 23. November 2012 – 29. November 2012 1 Woche (insgesamt 4) | 4                                        | Psy                                      | Gangnam Style Yoo Gun-hyung, Park Jae-sang | –                         |
| 30. November 2012 – 6. Dezember 2012 1 Woche (insgesamt 4) | 4                                        | Rihanna                                  | Diamonds Benjamin Levin, Sia Kate Furler, Tor Erik Hermansen, Mikkel Storleer Eriksen | –                         |
| 7. Dezember 2012 – 3. Januar 2013 4 Wochen | 4                                        | Alicia Keys feat. Nicki Minaj            | Girl on Fire Billy Squier, Alicia Keys, Salaam Remi, Jeffrey Bhasker, Onika Tanya Maraj | –                         |

## Alben
| ← 2011 ← | Liste der Nummer-eins-Alben in Österreich | Liste der Nummer-eins-Alben in Österreich | Liste der Nummer-eins-Alben in Österreich      | 2013 →                    |
| \| Zeitraum \| Wo. ges. \| Interpret \| Titel \| Zusätzliche Informationen \| \| (Zeitraum, Wochen auf Platz eins, Interpret, Titel, zusätzliche Informationen) \| \| \| \| \| \| ------------------------------------------------------------------------------ \| -------- \| -------------------------------------- \| ---------------------------------------------- \| ------------------------- \| \| 23. Dezember 2011 – 12. Januar 2012 3 Wochen (insgesamt 8) \| 8 \| Michael Bublé \| Christmas \| – \| \| 13. Januar 2012 – 19. Januar 2012 1 Woche (insgesamt 2) \| 2 \| Adele \| 21 \| – \| \| 20. Januar 2012 – 9. Februar 2012 3 Wochen \| 3 \| Wiener Philharmoniker / Mariss Jansons \| Neujahrskonzert 2012 \| – \| \| 10. Februar 2012 – 16. Februar 2012 1 Woche \| 1 \| Lana Del Rey \| Born to Die \| – \| \| 17. Februar 2012 – 23. Februar 2012 1 Woche \| 1 \| Xavier Naidoo \| Danke für’s Zuhören – Liedersammlung 1998–2012 \| – \| \| 24. Februar 2012 – 1. März 2012 1 Woche \| 1 \| Soap&Skin \| Narrow \| – \| \| 2. März 2012 – 15. März 2012 2 Wochen \| 2 \| Whitney Houston \| The Ultimate Collection \| – \| \| 16. März 2012 – 29. März 2012 2 Wochen \| 2 \| Bruce Springsteen \| Wrecking Ball \| – \| \| 30. März 2012 – 26. April 2012 4 Wochen \| 4 \| Unheilig \| Lichter der Stadt \| – \| \| 27. April 2012 – 10. Mai 2012 2 Wochen \| 2 \| Die Ärzte \| Auch \| – \| \| 11. Mai 2012 – 17. Mai 2012 1 Woche \| 1 \| Norah Jones \| … Little Broken Hearts \| – \| \| 18. Mai 2012 – 31. Mai 2012 2 Wochen \| 2 \| Die Toten Hosen \| Ballast der Republik \| – \| \| 1. Juni 2012 – 7. Juni 2012 1 Woche \| 1 \| Luca Hänni \| My Name Is Luca \| – \| \| 8. Juni 2012 – 14. Juni 2012 1 Woche \| 1 \| Daniele Negroni \| Crazy \| – \| \| 15. Juni 2012 – 21. Juni 2012 1 Woche \| 1 \| Die Seer \| Grundlsee \| – \| \| 22. Juni 2012 – 28. Juni 2012 1 Woche \| 1 \| Amy Macdonald \| Life in a Beautiful Light \| – \| \| 29. Juni 2012 – 5. Juli 2012 1 Woche \| 1 \| Justin Bieber \| Believe \| – \| \| 7. Juni 2012 – 19. Juni 2012 2 Wochen \| 2 \| Linkin Park \| Living Things \| – \| \| 20. Juli 2012 – 2. August 2012 2 Wochen (insgesamt 3) \| 3 \| Cro \| Raop \| – \| \| 3. August 2012 – 9. August 2012 1 Woche \| 1 \| Nik P. \| Come On Let’s Dance – Best of Remix \| – \| \| 10. August 2012 – 16. August 2012 1 Woche (insgesamt 3) \| 3 \| Cro \| Raop \| – \| \| 17. August 2012 – 6. September 2012 3 Wochen \| 3 \| Die Amigos \| Bis ans Ende der Zeit \| – \| \| 7. September 2012 – 13. September 2012 1 Woche \| 1 \| Alanis Morissette \| Havoc and Bright Lights \| – \| \| 14. September 2012 – 20. September 2012 1 Woche \| 1 \| Mark Knopfler \| Privateering \| – \| \| 21. September 2012 – 27. September 2012 1 Woche \| 1 \| Bob Dylan \| Tempest \| – \| \| 28. September 2012 – 4. Oktober 2012 1 Woche (insgesamt 2) \| 2 \| Pink \| The Truth About Love \| – \| \| 5. Oktober 2012 – 11. Oktober 2012 1 Woche \| 1 \| Green Day \| Uno \| – \| \| 12. Oktober 2012 – 18. Oktober 2012 1 Woche \| 1 \| Muse \| The 2nd Law \| – \| \| 19. Oktober 2012 – 25. Oktober 2012 1 Woche \| 1 \| Kastelruther Spatzen \| Leben und leben lassen \| – \| \| 26. Oktober 2012 – 8. November 2012 2 Wochen \| 2 \| Andreas Gabalier \| Volks-Rock’n’Roller live \| – \| \| 9. November 2012 – 15. November 2012 1 Woche \| 1 \| Kiddy Contest Kids \| Kiddy Contest Vol. 18 \| – \| \| 16. November 2012 – 22. November 2012 1 Woche \| 1 \| Robbie Williams \| Take the Crown \| – \| \| 23. November 2012 – 29. November 2012 1 Woche \| 1 \| The Rolling Stones \| Grrr! \| – \| \| 30. November 2012 – 6. Dezember 2012 1 Woche \| 1 \| Nik P. \| Bis ans Meer \| – \| \| 7. Dezember 2012 – 13. Dezember 2012 1 Woche \| 1 \| Zucchero \| La sesión cubana \| – \| \| 14. Dezember 2012 – 10. Januar 2013 4 Wochen (insgesamt 8) \| 8 \| Michael Bublé \| Christmas \| – \| |                                           |                                           |                                                |                           |
| ← 2011 |                                           |                                           |                                                | → 2013 →                  |
| Zeitraum | Wo. ges.                                  | Interpret                                 | Titel                                          | Zusätzliche Informationen |
| (Zeitraum, Wochen auf Platz eins, Interpret, Titel, zusätzliche Informationen) |                                           |                                           |                                                |                           |
| 23. Dezember 2011 – 12. Januar 2012 3 Wochen (insgesamt 8) | 8                                         | Michael Bublé                             | Christmas                                      | –                         |
| 13. Januar 2012 – 19. Januar 2012 1 Woche (insgesamt 2) | 2                                         | Adele                                     | 21                                             | –                         |
| 20. Januar 2012 – 9. Februar 2012 3 Wochen | 3                                         | Wiener Philharmoniker / Mariss Jansons    | Neujahrskonzert 2012                           | –                         |
| 10. Februar 2012 – 16. Februar 2012 1 Woche | 1                                         | Lana Del Rey                              | Born to Die                                    | –                         |
| 17. Februar 2012 – 23. Februar 2012 1 Woche | 1                                         | Xavier Naidoo                             | Danke für’s Zuhören – Liedersammlung 1998–2012 | –                         |
| 24. Februar 2012 – 1. März 2012 1 Woche | 1                                         | Soap&Skin                                 | Narrow                                         | –                         |
| 2. März 2012 – 15. März 2012 2 Wochen | 2                                         | Whitney Houston                           | The Ultimate Collection                        | –                         |
| 16. März 2012 – 29. März 2012 2 Wochen | 2                                         | Bruce Springsteen                         | Wrecking Ball                                  | –                         |
| 30. März 2012 – 26. April 2012 4 Wochen | 4                                         | Unheilig                                  | Lichter der Stadt                              | –                         |
| 27. April 2012 – 10. Mai 2012 2 Wochen | 2                                         | Die Ärzte                                 | Auch                                           | –                         |
| 11. Mai 2012 – 17. Mai 2012 1 Woche | 1                                         | Norah Jones                               | … Little Broken Hearts                         | –                         |
| 18. Mai 2012 – 31. Mai 2012 2 Wochen | 2                                         | Die Toten Hosen                           | Ballast der Republik                           | –                         |
| 1. Juni 2012 – 7. Juni 2012 1 Woche | 1                                         | Luca Hänni                                | My Name Is Luca                                | –                         |
| 8. Juni 2012 – 14. Juni 2012 1 Woche | 1                                         | Daniele Negroni                           | Crazy                                          | –                         |
| 15. Juni 2012 – 21. Juni 2012 1 Woche | 1                                         | Die Seer                                  | Grundlsee                                      | –                         |
| 22. Juni 2012 – 28. Juni 2012 1 Woche | 1                                         | Amy Macdonald                             | Life in a Beautiful Light                      | –                         |
| 29. Juni 2012 – 5. Juli 2012 1 Woche | 1                                         | Justin Bieber                             | Believe                                        | –                         |
| 7. Juni 2012 – 19. Juni 2012 2 Wochen | 2                                         | Linkin Park                               | Living Things                                  | –                         |
| 20. Juli 2012 – 2. August 2012 2 Wochen (insgesamt 3) | 3                                         | Cro                                       | Raop                                           | –                         |
| 3. August 2012 – 9. August 2012 1 Woche | 1                                         | Nik P.                                    | Come On Let’s Dance – Best of Remix            | –                         |
| 10. August 2012 – 16. August 2012 1 Woche (insgesamt 3) | 3                                         | Cro                                       | Raop                                           | –                         |
| 17. August 2012 – 6. September 2012 3 Wochen | 3                                         | Die Amigos                                | Bis ans Ende der Zeit                          | –                         |
| 7. September 2012 – 13. September 2012 1 Woche | 1                                         | Alanis Morissette                         | Havoc and Bright Lights                        | –                         |
| 14. September 2012 – 20. September 2012 1 Woche | 1                                         | Mark Knopfler                             | Privateering                                   | –                         |
| 21. September 2012 – 27. September 2012 1 Woche | 1                                         | Bob Dylan                                 | Tempest                                        | –                         |
| 28. September 2012 – 4. Oktober 2012 1 Woche (insgesamt 2) | 2                                         | Pink                                      | The Truth About Love                           | –                         |
| 5. Oktober 2012 – 11. Oktober 2012 1 Woche | 1                                         | Green Day                                 | Uno                                            | –                         |
| 12. Oktober 2012 – 18. Oktober 2012 1 Woche | 1                                         | Muse                                      | The 2nd Law                                    | –                         |
| 19. Oktober 2012 – 25. Oktober 2012 1 Woche | 1                                         | Kastelruther Spatzen                      | Leben und leben lassen                         | –                         |
| 26. Oktober 2012 – 8. November 2012 2 Wochen | 2                                         | Andreas Gabalier                          | Volks-Rock’n’Roller live                       | –                         |
| 9. November 2012 – 15. November 2012 1 Woche | 1                                         | Kiddy Contest Kids                        | Kiddy Contest Vol. 18                          | –                         |
| 16. November 2012 – 22. November 2012 1 Woche | 1                                         | Robbie Williams                           | Take the Crown                                 | –                         |
| 23. November 2012 – 29. November 2012 1 Woche | 1                                         | The Rolling Stones                        | Grrr!                                          | –                         |
| 30. November 2012 – 6. Dezember 2012 1 Woche | 1                                         | Nik P.                                    | Bis ans Meer                                   | –                         |
| 7. Dezember 2012 – 13. Dezember 2012 1 Woche | 1                                         | Zucchero                                  | La sesión cubana                               | –                         |
| 14. Dezember 2012 – 10. Januar 2013 4 Wochen (insgesamt 8) | 8                                         | Michael Bublé                             | Christmas                                      | –                         |

## Jahreshitparaden
| ← 2011 ← | Liste der Nummer-eins-Hits in Österreich | Liste der Nummer-eins-Hits in Österreich                    | Liste der Nummer-eins-Hits in Österreich | 2013 →   |
| \| Singles \| Position# \| Alben \| \| ----------------------------------------------------------------------------------------------------------------------------------------------------------------------------------- \| --------- \| ----------------------------------------------------------- \| \| Ai Se Eu Te Pego! Michel Teló Sharon Acioly Arcoverde, Antonio Carlos Paim Cerqueira, Amanda Grasiele Mesquita Teixeira, Aline Medeiros Da Fonseca, Karine Assis Vinagre \| 1 \| 21 Adele \| \| Somebody That I Used to Know Gotye feat. Kimbra Walter Andre E. De Backer, Luiz Bonfá \| 2 \| Lichter der Stadt Unheilig \| \| Ma chérie DJ Antoine Fabio Antoniali, Antoine Konrad, Boris Krstajić, Danica Krstajić, Maurizio Pozzi \| 3 \| Herzwerk Andreas Gabalier \| \| Back in Time Pitbull Urales Vargas, Armando Christian Pérez, Marc Kinchen, Adrian Trejo, Sylvia Robinson, Ellas McDaniel, Mickey Baker \| 4 \| Volks-Rock’n’Roller Andreas Gabalier \| \| One Day / Reckoning Song (Wankelmut Remix) Asaf Avidan & the Mojos Musik: Asaf Avidan, Hadas Kleinman, Ran Nir, Roi Peled, Jonathan Yoni Joni Sheleg, Ori Winkur; Text: Asaf Avidan \| 5 \| Ballast der Republik Die Toten Hosen \| \| Call Me Maybe Carly Rae Jepsen Joshua Keeler Ramsay, Carly Rae Jepsen, Tavish Crowe \| 6 \| Born to Die Lana Del Rey \| \| Euphoria Loreen Peter Lars Boström, Thomas G:son \| 7 \| Wahnsinnsflug auf Wolke 7 Nockalm Quintett \| \| We Are Young Fun feat. Janelle Monáe Nathaniel Joseph Ruess, Andrew Dost, Jack Michael Antonoff, Jeffrey Bhasker \| 8 \| EntwederUndOder Hubert von Goisern \| \| She Doesn’t Mind Sean Paul Sean Paul Henriques, Benjamin Levi, Karl Johan Schuster, Jason Nicholas Henriques \| 9 \| Nothing but the Beat 2.0 David Guetta \| \| Tage wie diese Die Toten Hosen Musik: Andreas von Holst; Text: Birgit E. F. Minichmayr, Andreas Frege \| 10 \| Neujahrskonzert 2011 Wiener Philharmoniker / Mariss Jansons \| |                                          |                                                             |                                          |          |
| ← 2011 |                                          |                                                             |                                          | → 2013 → |
| Singles | Position#                                | Alben                                                       |                                          |          |
| Ai Se Eu Te Pego! Michel Teló Sharon Acioly Arcoverde, Antonio Carlos Paim Cerqueira, Amanda Grasiele Mesquita Teixeira, Aline Medeiros Da Fonseca, Karine Assis Vinagre | 1                                        | 21 Adele                                                    |                                          |          |
| Somebody That I Used to Know Gotye feat. Kimbra Walter Andre E. De Backer, Luiz Bonfá | 2                                        | Lichter der Stadt Unheilig                                  |                                          |          |
| Ma chérie DJ Antoine Fabio Antoniali, Antoine Konrad, Boris Krstajić, Danica Krstajić, Maurizio Pozzi | 3                                        | Herzwerk Andreas Gabalier                                   |                                          |          |
| Back in Time Pitbull Urales Vargas, Armando Christian Pérez, Marc Kinchen, Adrian Trejo, Sylvia Robinson, Ellas McDaniel, Mickey Baker | 4                                        | Volks-Rock’n’Roller Andreas Gabalier                        |                                          |          |
| One Day / Reckoning Song (Wankelmut Remix) Asaf Avidan & the Mojos Musik: Asaf Avidan, Hadas Kleinman, Ran Nir, Roi Peled, Jonathan Yoni Joni Sheleg, Ori Winkur; Text: Asaf Avidan | 5                                        | Ballast der Republik Die Toten Hosen                        |                                          |          |
| Call Me Maybe Carly Rae Jepsen Joshua Keeler Ramsay, Carly Rae Jepsen, Tavish Crowe | 6                                        | Born to Die Lana Del Rey                                    |                                          |          |
| Euphoria Loreen Peter Lars Boström, Thomas G:son | 7                                        | Wahnsinnsflug auf Wolke 7 Nockalm Quintett                  |                                          |          |
| We Are Young Fun feat. Janelle Monáe Nathaniel Joseph Ruess, Andrew Dost, Jack Michael Antonoff, Jeffrey Bhasker | 8                                        | EntwederUndOder Hubert von Goisern                          |                                          |          |
| She Doesn’t Mind Sean Paul Sean Paul Henriques, Benjamin Levi, Karl Johan Schuster, Jason Nicholas Henriques | 9                                        | Nothing but the Beat 2.0 David Guetta                       |                                          |          |
| Tage wie diese Die Toten Hosen Musik: Andreas von Holst; Text: Birgit E. F. Minichmayr, Andreas Frege | 10                                       | Neujahrskonzert 2011 Wiener Philharmoniker / Mariss Jansons |                                          |          |